# Pterotus obscuripennis
Pterotus obscuripennis är en skalbaggsart som beskrevs av Leconte 1859. Pterotus obscuripennis ingår i släktet Pterotus och familjen lysmaskar. Inga underarter finns listade i Catalogue of Life.